# 史蒂夫·库珀
史蒂夫·库珀（英語：Steve Cooper，1979年12月10日—），是威尔士已退役足球运动员，目前担任足球教练。
库珀的执教生涯开始于威尔士联赛球队雷克瑟姆。2008年，他加入利物浦，并在2011年被任命为青年队主帅。2014年，库珀加入英格兰青年队，率领英格兰U17队夺得2017年国际足联U-17世界杯冠军。2019年至2021年，出任斯旺西城主教练。

## 早年生活
库珀出生于威尔士庞特普里斯，是前威尔士足球裁判凯斯·库珀的儿子。年少时，库珀在威尔士低级别联赛效力，是一名利物浦的支持者。

## 职业生涯

### 早期生涯
20世纪90年代末，库珀加盟雷克瑟姆，但从未有出场纪录。随后他先后效力过莱尔、班戈城、新圣徒以及波特马多克。2002年，他曾代表班戈城出战球队对阵斯梅德拉沃的欧联杯比赛。库珀在踢球的同时亦参加教练课程，并在雷克瑟姆青年队兼职执教。库珀于27岁取得欧足联职业级教练证书，是获得该证书的最年轻的教练之一。
在雷克瑟姆青训队工作多年以后，库珀成为球队青训发展部门主管。2008年9月3日，库珀转投利物浦负责U12梯队。2011年7月18日，库珀成为利物浦青年队主帅，2012-13赛季，他率领利物浦U18队进入青年足总杯半决赛，最终不敌切尔西。库珀在任期间，利物浦青训体系涌现出斯特林、亚历山大-阿诺德、伍德伯恩等球星。2013年，库珀加入英足总成为青训教练讲师，同时亦在威尔士足协从教
。

### 英格兰青年队
2014年10月13日，库珀出任英格兰U16队主教练，次年接手英格兰U17队 ，当时队内有桑乔、福登、哈德森-奥多伊等球员。库珀率领球队闯入2017年欧洲U-17足球锦标赛决赛，最终在点球大战中1-4负于西班牙，不过在同年的国际足联U-17世界杯中，英格兰U17队在半决赛和决赛中分别以3-1和5-2的比分击败巴西和西班牙夺冠。
2018年，库珀率领英格兰U17队闯入2018年欧洲U-17足球锦标赛半决赛，最终点球负于荷兰出局。在2019年欧洲U-17足球锦标赛中，英格兰U17队未能进入4强。

### 斯旺西城
2019年6月13日，库珀与英冠联赛球队斯旺西城签下3年合约。在他执教的首场正式比赛中，斯旺西城凭借博尔哈·巴斯顿和范德霍伦的进球在自由球场2-1击败赫尔城。在库珀的率领下，斯旺西城在8月保持不败，6场联赛获得16分位居榜首，创造球队41年以来最佳开局，库珀本人亦当选英冠联赛8月最佳主教练。
在随后的冬季转会窗中，库珀分别从切尔西和利物浦租借来布鲁斯特、格伊和加拉格尔，这些球员都是其在英格兰U17队执教时的队员。至英冠联赛因2019新型冠状病毒疫情停摆时，斯旺西城位居联赛第11名，距离升级附加赛区3分。在2019-20赛季英冠联赛收官战中，斯旺西4-1击败雷丁，凭借净胜球优势力压诺丁汉森林位居第6，闯入升级附加赛区。斯旺西在升级附加赛半决赛中以总比分2-3负于布伦特福德。
2020-2021赛季，库珀率领斯旺西提前2轮锁定升级附加赛席位，最终获得联赛第4位，在英冠升级附加赛决赛中负于布伦特福德无缘英超资格。本赛季库珀曾因其球队踢球方式枯燥乏味、偏离斯旺西传统的传控风格而遭到批评。2021年7月，库珀与斯旺西达成协议，离任主教练一职。

### 諾丁漢森林
库珀於2021年9月21日被任命為英冠球會諾丁漢森林的主教練，合約期為兩年。
2022年5月29日，在溫布萊球場舉行的英冠附加賽決賽中，庫珀率領諾丁漢森林1-0擊敗哈德斯菲爾德，升級至英超聯賽。

## 执教风格
库珀希望他的球队具有“良好的组织和结构”，他希望自己的球队敢于以传控控制比赛并具有战术纪律。在防守端，库珀希望球队在丢球后通过压迫夺回球权。
库珀认为前巴塞罗那B队教练何塞·赛古拉对其执教产生重大影响，两人曾在利物浦有过合作。在阵型方面，库珀喜爱4-2-3-1阵型，设置2名组织型中场和2名进攻性边后卫。2019-20赛季从COVID-19疫情复赛后，库珀开始使用3中卫体系。

## 教练生涯数据统计
最後更新：数据截止至2023年1月11日
| 球队       | 起             | 止            | 统计 | 统计 | 统计 | 统计 | 统计 | 参考资料             |
| 球队       | 起             | 止            | 场次 | 胜   | 平   | 负   | 胜率 | 参考资料             |
| ---------- | -------------- | ------------- | ---- | ---- | ---- | ---- | ---- | -------------------- |
| 英格兰U16  | 2014年10月13日 | 2015年7月28日 | 8    | 5    | 1    | 2    | 62.5 | [ 8 ] [ 34 ] [ 35 ]  |
| 英格兰U17  | 2015年7月28日  | 2019年6月13日 | 66   | 46   | 7    | 13   | 69.7 | [ 20 ] [ 34 ] [ 35 ] |
| 斯旺西     | 2019年6月13日  | 2021年7月21日 | 105  | 47   | 28   | 30   | 44.8 | [ 36 ]               |
| 诺丁汉森林 | 2021年9月21日  | 现今          | 68   | 34   | 16   | 18   | 50.0 | [ 37 ]               |
| 总计       | 总计           | 总计          | 247  | 130  | 57   | 60   | 52.6 |                      |

## 荣誉

### 主教练
英格兰U17
- 国际足联U-17世界杯冠军: 2017[38]
- 欧洲U-17足球锦标赛亚军: 2017[15]

个人
- 英格兰足球冠军联赛月度最佳主教练（英语：EFL Championship Manager of the Month）: 2019年8月[23]，2021年1月。